# ليون دي لا فونتين
ليون دي لا فونتين هو عالم نبات ومحامي وسياسي لوكسمبورغي، ولد في 18 نوفمبر 1819 في مدينة لوكسمبورغ في لوكسمبورغ، وتوفي بنفس المكان في 5 فبراير 1892. انتخب نائب ‏.